# Abbott (Teksas)
Abbott – miasto w Stanach Zjednoczonych, w stanie Teksas, w hrabstwie Hill. Liczba ludności wyniosła 352 osoby w 2020 roku.

## Historia
Abbott zostało założone w 1871 roku jako przystanek dla kolei Missouri-Kansas-Texas i zostało tak nazwane na cześć Josepha Abbotta, który reprezentował ten obszar legislacyjnie. Liczba ludności osiągnęła szczyt w 1914, kiedy wynosiła 713 osób i od tamtej pory spada. Miasto zostało zatwierdzone jako jednostka administracyjna w 1916 roku.

## Dane geograficzne i klimat
Abbott znajduje się przy autostradzie międzystanowej numer 35, około 39 kilometrów na północ od Waco, i leży na współrzędnych 31°53′2″N 97°4′32″W (31,883865, -97,075680.). Według danych United States Census Bureau miasto zajmuje całkowitą powierzchnię 1,6 km². Abbott leży w strefie klimatu wilgotnego subtropikalnego (Cfa według Klasyfikacji Klimatów Köppena), podobnie do Dallas oraz Waco.

## Liczba ludności
| Rok sporządzenia spisu | Liczba ludności | %±     |
| ---------------------- | --------------- | ------ |
| 1910                   | 713             | —      |
| 1920                   | 303             | −57.5% |
| 1930                   | 326             | 7.6%   |
| 1940                   | 264             | −19.0% |
| 1950                   | 345             | 30.7%  |
| 1960                   | 289             | −16.2% |
| 1970                   | 375             | 29.8%  |
| 1980                   | 359             | −4.3%  |
| 1990                   | 314             | −12.5% |
| 2000                   | 321             | 2.2%   |
| 2010                   | 356             | 10.9%  |
| 2020                   | 352             | −1.1%  |

Według spisu ludności z 2000 roku, w mieście Abbott mieszkało 300 osób, na co składały się 124 gospodarstwa domowe, 89 rodzin. Gęstość zaludnienia wyniosła 200 osób na km². Skład etniczny miasta: 96,00% białych, 1,00% Afroamerykanów, 3,00% innych grup. Osoby hiszpańskojęzyczne lub latynoskiego pochodzenia stanowiły 5,67% ludności.
Z 124 gospodarstw domowych w 29.8% mieszkały dzieci poniżej 18 roku życia, 62.9% to małżeństwa, w 6.5% mieszkały niezamężne kobiety, a 28.2% to osoby niezależne lub niespowinowacone ze sobą. 27,4% wszystkich gospodarstw domowych stanowiły osoby samotne, a w 16,9% mieszkały osoby samotne w wieku 65 lat lub starsze. Średnia wielkość gospodarstwa domowego wyniosła 2,42 osoby, a średnia wielkość rodziny wyniosła 2,97 osoby.
Rozłożenie ludności: 21,3% osób poniżej 18. roku życia, 6,7% osób w wieku od 18 do 24 lat, 28,3% osób w wieku od 25 do 44 lat, 20,3% osób w wieku od 45 do 64 lat oraz 23,3% osób w wieku 65 lat lub starszych. Mediana wieku wynosiła 40 lat. Na każde 100 kobiet przypadało 87,5 mężczyzn. Na każde 100 kobiet w wieku 18 lat i więcej przypadało 88,8 mężczyzn.
Mediana dochodów dla gospodarstwa domowego w mieście Abbott wyniosła 37 917 dolarów, a dla rodziny - 55 625 dolarów. Mediana dochdów mężczyzn wyniosła 38 750 dolarów, mediana dla kobiet wyniosła 20 000 dolarów. Średni dochód na osobę w mieście wynosił 19 062 dolarów. Około 6,0% rodzin i 8,2% populacji znajdowało się poniżej granicy ubóstwa, w tym 2,7% osób poniżej 18. roku życia i 13,0% osób w wieku 65 lat lub starszych.
w 2010 roku miasto liczyło 356 osób. Skład etniczny i rasowy przedstawiał się następująco: 91,0% osób  białych, 2,0% Afroamerykanów, 1,1% rdzennych Amerykanów, 0,3% osób pochodzenia azjatyckiego, 0,3% osób deklarujących dwie lub więcej ras, oraz 6,5% osób hiszpańskojęzycznych lub latynoskiego pochodzenia.

## Edukacja
Miasto Abbott jest obsługiwane przez niezależny okręg szkolny Abbott Independent School District, do którego przynależy szkoła średnia o nazwie Abbott High School Panthers. W 2015 roku w szkole uczyło się 300 uczniów od przedszkola do 12. klasy. 

## Znane osobistości
- Bobbie Nelson (1931-2022) – siostra Williego Nelsona, pianistka.
- Willie Nelson (ur. 1933) – amerykański wokalista, autor tekstów piosenek i aktor.